# El Kurru
El Kurru es una localidad de Sudán, ubicada dentro de la histórica región de Nubia, está junto a la primera necrópolis de los reyes de Napata.
Hasta el siglo IX a. C., los nubios se enterraban en túmulos. En esta época, los reyes se encomendaban a Amani (Amón). Además, sus títulos también fueron los mismos o similares que los de los faraones egipcios.
En la tumba de Alara (hacia 795-760 a. C.) se han encontrado símbolos egipcios, así como en otras tumbas de reyes.
En la mitad del siglo VIII a. C., el rey Pianjy estableció un sistema de entierro similar al de Egipto, con los túmulos convertidos en pirámides. Se han hallado las tumbas de los reyes en El Kurru, incluido la de Tanutamani, que reinó desde 664 a 643 a. C., cuando ya su predecesor Taharqo había inaugurado el cementerio de Nuri, que substituyó al de El Kurru hacia 664 a. C.
La pirámide de Tanutamani está en un extremo, al lado de la de Shabako y contiene una cámara funeraria con pinturas en un excelente estado de conservación. Al lado de ésta, con un espacio intermedio, está la de Pianjy, la más grande. La de Kashta está la segunda en el lado opuesto a la de Tanutamani, en un grupo que tiene ocho pirámides alineadas y varias construcciones, los templetes funerarios anexos.
Las catorce pirámides de las reinas tienen unos siete metros de lado en la base (las de los reyes unos diez metros). También se han encontrado en el nordeste los restos de 24 caballos, probablemente de los carros de guerra de los faraones de Nubia, y dos perros.

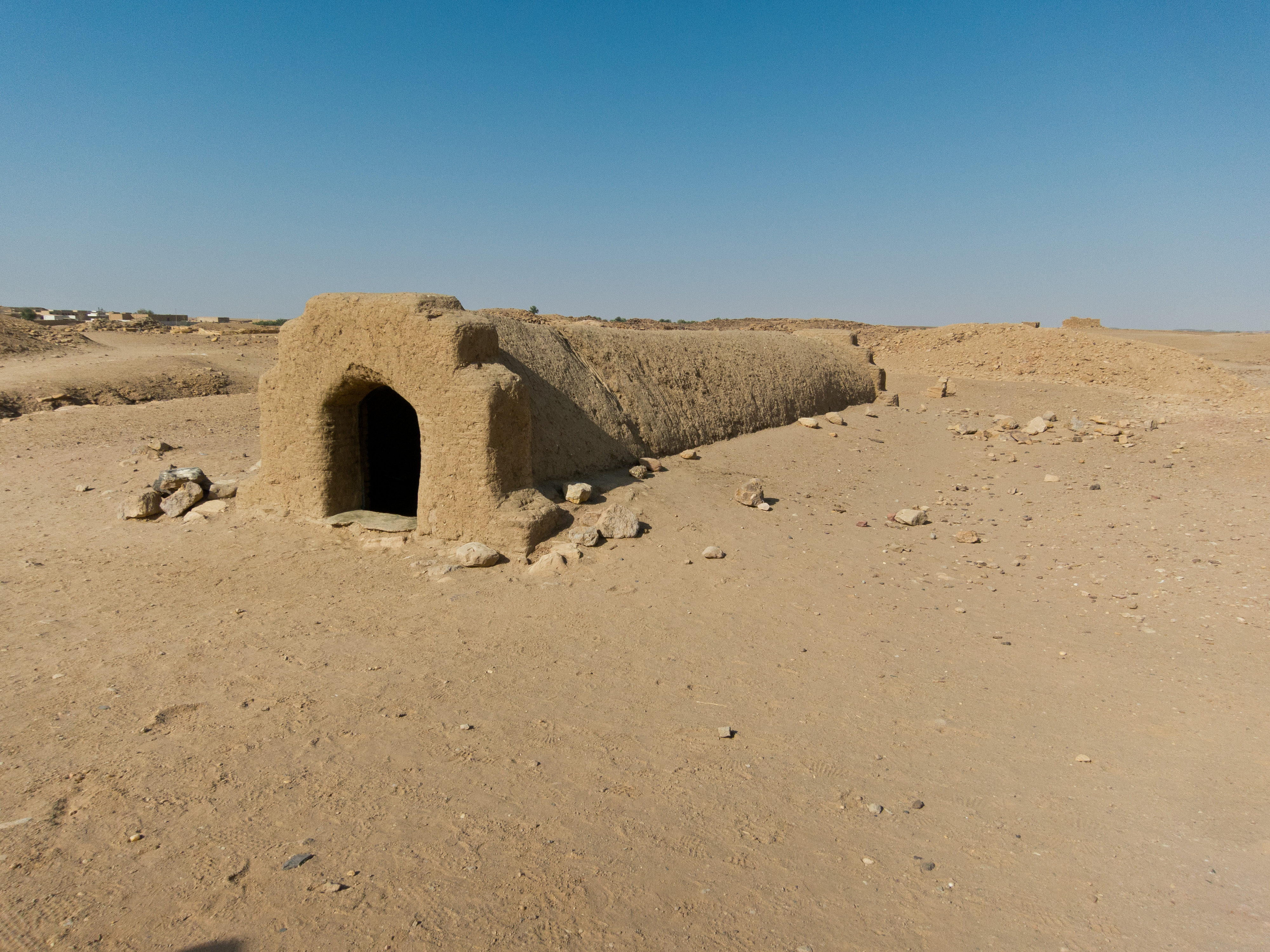
Exterior de una de las tumbas
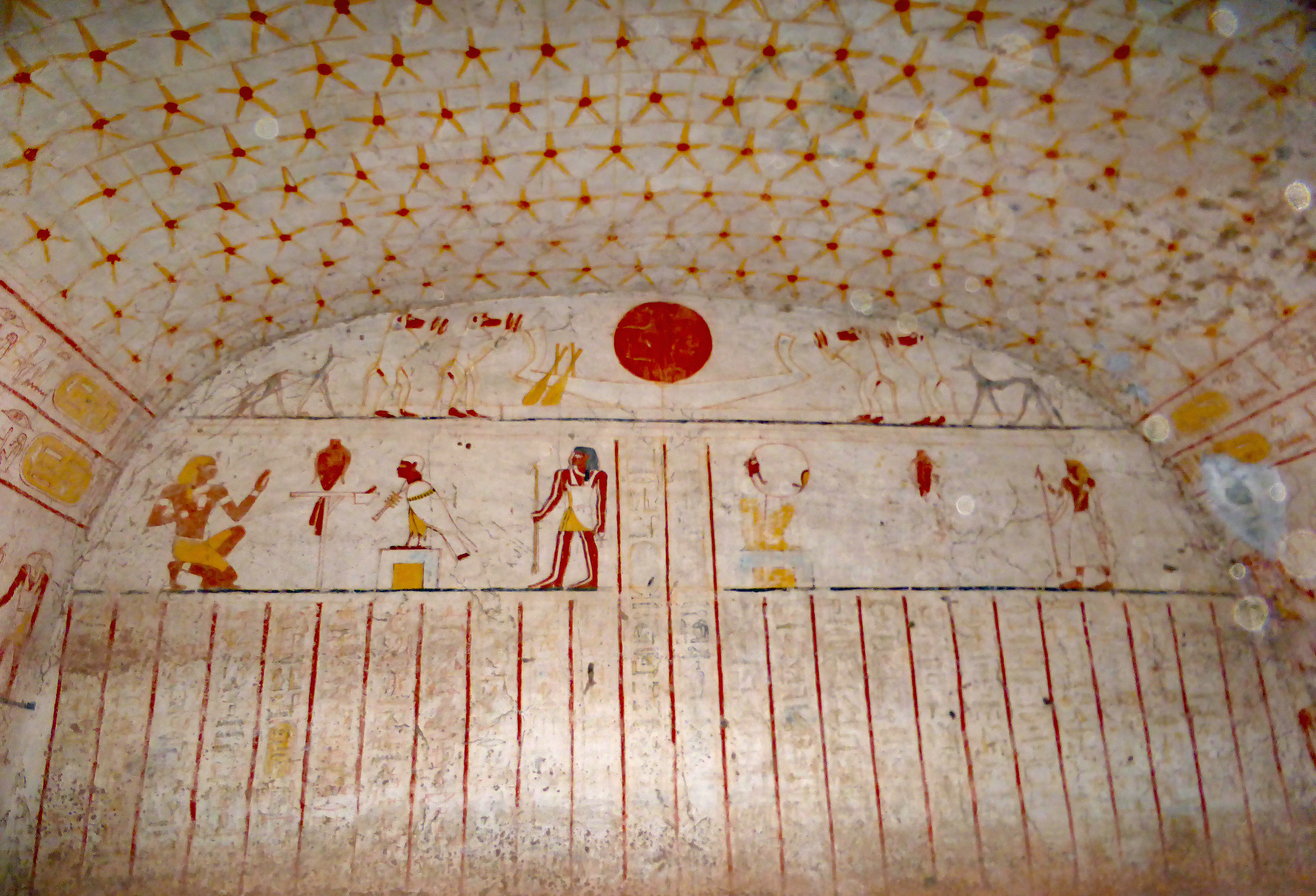
Pinturas en
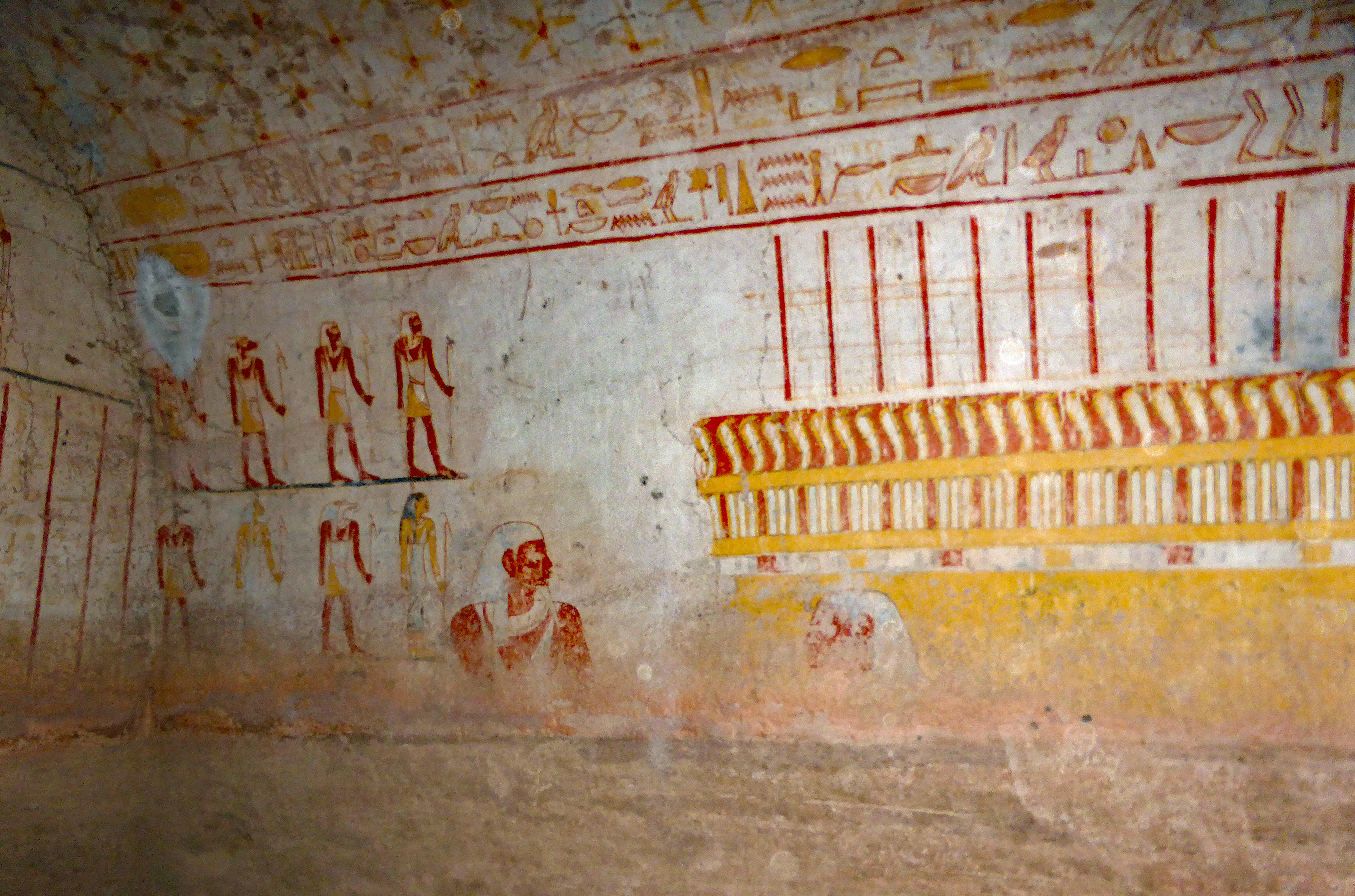
la cámara funeraria
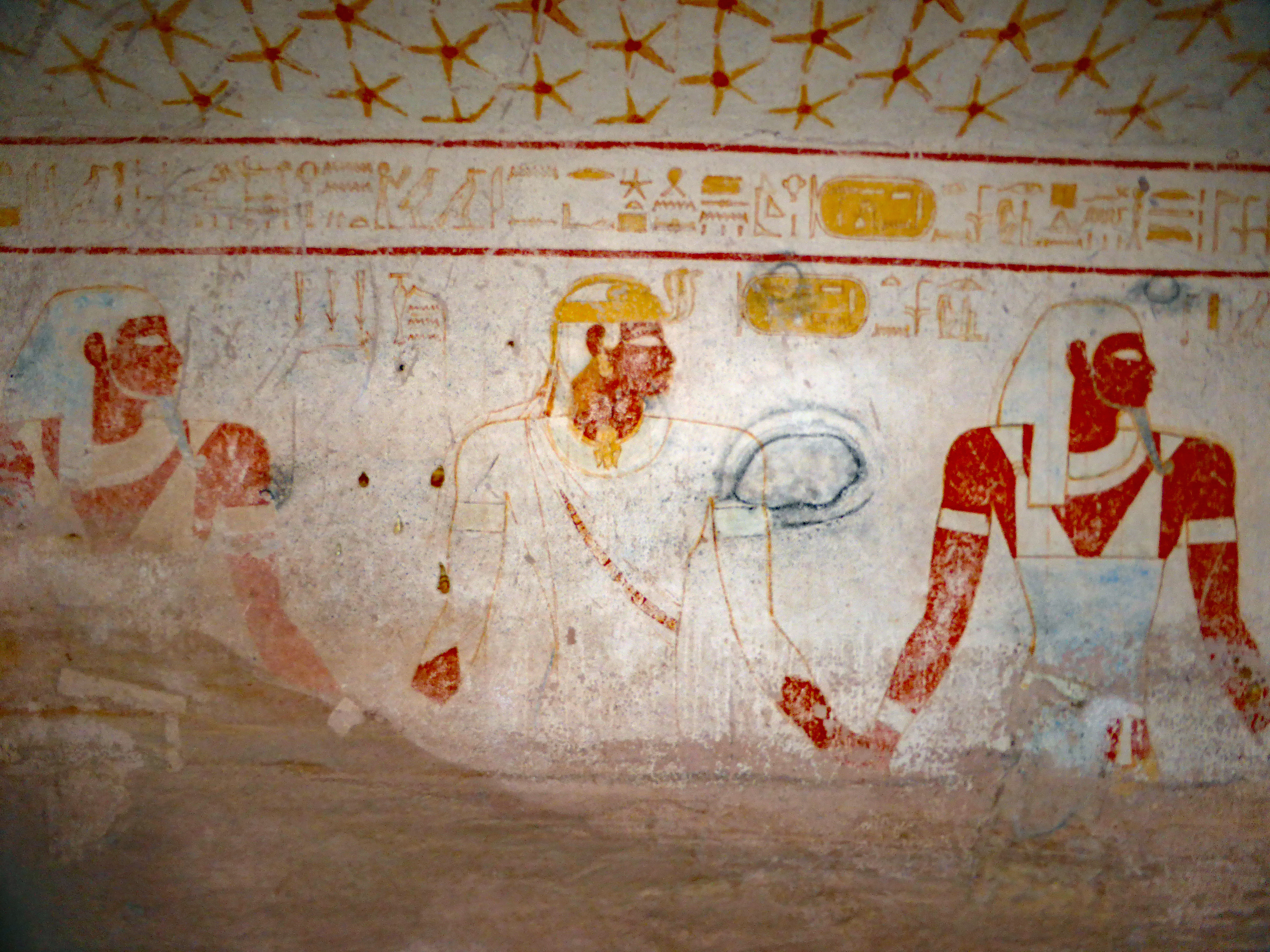
de Tanutamani